# Селениды
Селениды — соединения селена с менее электроотрицательными элементами.
Селениды известны как для металлов, так и неметаллов.

## Селениды s-элементов
Селениды s-элементов представляют собой соединения с преобладанием ионной связи и могут рассматриваться как соли селеноводородной кислоты H2Se. Селениды щелочных металлов представляют собой кристаллические вещества и имеют формулу M2Se. Известны также полиселениды M2Sen и гидроселениды MHSe. И селениды, и полиселениды щелочных металлов в воде подвергаются гидролизу. Na2Se, K2Se способны образовывать кристаллогидраты. Селениды образуют бесцветные кристаллы, полиселениды имеют красную, серую или чёрную окраску.
Щелочноземельные металлы образуют селениды и полиселениды состава MSe и MeS2, MeS3 соответственно, которые разлагаются на воздухе и гидролизуются в воде.

## Селениды d-элементов
Селениды переходных металлов IV—VIII групп характеризуются наличием ковалентно-металлической связи M-Se с вкладом доли ионной связи. Наиболее часто встречаются селениды состава MSe и MSe2, есть селениды и другого состава, например, M2Se3, M3Se4, M5Se4, M3Se2, M4Se, MSe3, MSe4. Так, цирконий и гафний образуют по 7 селенидов. Элементы III группы как правило образуют селениды состава M2Se3, элементы IV группы — MSe, MSe2. Элементы V периода также образуют селениды разного состава.

## Селениды редкоземельных элементов
Редкоземельные элементы цериевой подгруппы образуют большое число селенидов разного строения. В частности, празеодим образует селениды состава PrSe, Pr5Se6, Pr3Se4, Pr2Se3, Pr4Se7, PrSe2, Pr3Se7. Металлы иттриевой группы образуют меньшее число селенидов, а европий образует селениды переменного состава от EuSe до Eu2Se3.
Селениды актиноидов изучены меньше. Торий и уран образуют 5 селенидов, плутоний — селениды PuSe и Pu2Se3.

## Получение селенидов
Селениды синтезируют различными способами:
- Прямой синтез из простых элементов.
- Осаждение из водных растворов действием селеноводорода (аналогично осаждению сульфидов действием сероводорода).
- Реакция металлов или оксидов металлов с селеноводородом.
- Восстановление селенитов металлов действием водорода, аммиака.
- Электролиз растворов (например, сульфата натрия) с катодом из селена и анодом целевого металла.

Кристаллы и плёнки селенидов получают с помощью химических транспортных реакций.

## Применение
Селениды используются в производстве высокотемпературной электроники. Например, HgSe и PbSe применяются в фоторезисторах и фотоэлементах. В производстве лазеров используются CdSe, PbSe, GaSe, в производстве люминофоров — ZnSe, BaSe, в производстве термоэлектрических материалов Bi2Se3, In2Se3, Gd2Se3. CdSe используется в детекторах γ-, рентгеновского и УФ-излучения. В датчиках эффекта Холла применяется HgSe, в тензодатчиках — SnSe, PbSe, Bi2Se3. Ряд селенидов — селениды мышьяка, сурьмы, индия — входит в состав полупроводников.
MoSe2, W2, NbSe2, кристаллическая решётка которых обладает слоистой структурой, используются как компоненты сухих антифрикционных смазок.
Селениды редкоземельных элементов применяются как катализаторы в органическом синтезе.

## Токсичность
Селениды, растворимые в воде, ядовиты. При разложении селенидов в присутствии воды, воздуха, кислой среды, может образовываться также токсичный селеноводород.

## Нахождение в природе
Ряд селенидов встречается в природе, в частности, берцелианит Cu2Se, науманит Ag2Se, тимманит HgSe, клаусталлит PbSe.